# Plebania kościoła Świętego Ducha w Koninie
Plebania kościoła Ducha Świętego – budynek z 1840 roku, o formie dużego domu mieszczańskiego lub małego dworku. Fasada pastorówki posiada tympanon z datą budowy budynku (1840) i wstęgą w kształcie kwiatu, co charakteryzuje klasycyzm — styl w jakim została zbudowana plebania. Od strony ulicy Kolskiej znajduje się mur, który przylega do płotu kościoła św. Ducha.